# Teleférico de Caracas
O Metrocable de Caracas é teleférico para transporte urbano complementar e integrado ao Metro de Caracas, concebido para transporte de passageiros em bairros de relevo acidentado (morros). Foi inspirado no Metrocable de Medellín e possui capacidade de transporte de até 3 mil passageiros por hora/sentido, embora esteja trabalhando com apenas 1200 passageiros por hora/sentido.

## História
Sua construção foi iniciada no dia 20 de abril de 2007. O projeto teve por objetivo atender a algumas regiões populosas como o bairro San Agustín (com 48 mil habitantes), que ficam em região de relevo acidentado, dificultado e ou inviabilizando a implantação de outros meios de transporte. O Metrocable funciona como transporte complementar alimentador, integrado ao metrô de Caracas nas estações Parque Central  (da Linha 4 do Metrô de Caracas) e Palo Verde (da Linha 1 do Metrô de Caracas). Construído pela Odebrecht (atual OEC), seu trecho inicial (San Agustín – Parque Central) custou US$ 100 milhões e foi inaugurado em 20 de janeiro de 2010.